# Gabriel Peyruchaud
Gabriel Peyruchaud est un homme politique français né le 19 août 1745 à Monpont (Dordogne) et décédé le 27 octobre 1792 à Saint-Seurin-sur-l'Isle (Gironde).
Avocat, il est député du tiers état aux États généraux de 1789 pour la sénéchaussée de Castelmoron. Il vote avec la majorité et cesse de siéger, pour raisons de santé, à partir du 30 juillet 1790.